# 徳大寺実堅
徳大寺 実堅（とくだいじ さねみ、旧字体：德大寺 實堅）は、江戸時代後期の公卿。

## 経歴
寛政2年5月23日、鷹司輔平の末子として誕生。母は山形氏（家女房）。
享和元年（1801年）に侍従となり、以後順調に出世を重ねる。仁孝天皇の信任が厚く、天皇より学問所（後の学習院）設置の意向を受けると、武家伝奏として江戸幕府と交渉した。
嘉永元年（1848年）に内大臣兼右近衛大将に任じられ、翌年辞任すると従一位を授けられた。
国学者としても知られる香川景樹は実堅に仕えていたことがあり、実堅は景樹から親しく和歌を学んだと言われている。

## 家族・親族
- 父：鷹司輔平 - 閑院宮直仁親王の第四王子
- 母：山形氏
- 養父：徳大寺公迪
- 兄 : 鷹司政煕
- 妻：醍醐信子 - 醍醐輝久の娘
  - 長男：四辻公績（1811年 - 1867年）
  - 次男：中院通富（1823年 - 1885年）
  - 女子：定君 - 西園寺師季室
- 養子
  - 徳大寺公純 - 鷹司輔煕の密子[1]、表向きは鷹司政通の子。

## 系譜
東山天皇の男系三世子孫である。東山天皇の孫（閑院宮直仁親王の子）で鷹司家を継いだ鷹司輔平の子。

詳細は皇別摂家#系図も参照のこと。

## 官歴
- 享和2年（1802年）- 従五位下
- 享和2年（1802年）- 従五位上
- 享和2年（1802年）- 侍従
- 享和3年（1803年）- 正五位下
- 享和3年（1803年）- 右近衛権少将
- 享和4年、文化元年（1804年）- 従四位下
- 享和4年、文化元年（1804年）- 従四位上
- 享和4年、文化元年（1804年）- 近衛権中将
- 文化2年（1805年）- 正四位下
- 文化3年（1806年）- 従三位
- 文化3年（1806年）- 踏歌外弁
- 文化4年（1807年）- 正三位
- 文化10年（1813年）- 従二位
- 文化11年（1814年）- 権中納言
- 文化12年（1815年）- 正二位
- 文化14年（1817年）- 院御厩別当
- 文化14年（1817年）- 権大納言
- 文化15年、文政元年（1818年）- 踏歌外弁
- 文政3年（1820年）- 内教坊別当
- 文政7年－天保12年（1824年 - 1841年）- 皇太后宮大夫
- 文政13年、天保元年（1831年 - 1848年）- 武家伝奏
- 天保14年（1843年）- 大歌所別当
- 嘉永元年（1848年）- 内大臣
- 嘉永元年（1848年）- 右近衛大将
- 嘉永元年（1848年）- 右馬寮御監
- 嘉永2年（1849年） - 従一位